# Бараминологија
Бараминологија је креационистички таксономски систем који класификује животиње у групе под називом „створене врсте“ или „барамини“, према наводима из Књиге постања и других делова Библије. Циљ бараминологије је да пружи алтернативу Линеовој таксономији и реши проблем библијски литералиста: како је могуће ставити по два припадника свих врста у Нојеву барку, пошто преко милион данас познатих животињских вртса не би могло стати ни преживети на било каквом броду. Бараминологија заступа став да се ове врсте не могу укрштати и да немају еволуционе везе са једне са другима. Бараминологија се развила као огранак научног креационизма током 1990-их година од стране креациониста као што су Волтер Римајн и Карл Вајс.
Бараминологију научна заједница сматра псеудонауком, пошто је доказ за заједничке претке свих врста живи бића општенаучно прихваћен. Систем за представљање биолошке разноврсности који је широко примењен у модерној биологији је заснован на еволуционим везама које су одређене кладиститиком и другим филогенетским методама. Предложена филогенија организама је хипотеза које се објективно може проверити.

## Историја
Једна буквална креационистичка интерпретација Библије је да је свака врста настала директним деловањем Бога и да, као последица тога, свака првобитна животиња нема претке, заједничке или било какве. Бараминологија је настала напорима младоземљаша да створе интрпретацију која би била научно допадљива. Идеја о бараминима је први предложио Френк Марш 1941. године, али је она критикована због недостака формалне дефиниције. Године 1990. Курт Вајс и Волтер Римајн су увели бараминологију у потрази за прихватљивим критеријума за припадност у неком барамину.
Римајнов рад је навео четири груписања: холобарамини (све особине једне врсте), монобарамини (неке особине исте врсте), апобарамини (групе врста) и полибарамини (било које мешовито груписање врста).

## Критике
Бараминологија је жестоко критикована због недостатка ригорозног тестирање и пост-студијских одбацивања података који не подржавају жељене резултате. Универзално заједничко порекло, које каже да сви облици живота деле заједничког претка, је добро потврђена и проверена, и научно проверена чињеница. Међутим, бараминолози не прихватају кладистику, област биологије посвећену класификацију живих бића према предачим везама између њих, нити научни консензус о прелазним фосилима.
Упркос обимним доказима за еволуцију на нивоу и изнад нивоа врста, бараминолози одбацује универзално заједничко порекло и појаве нових породица и виших таксона.

### Бараминолошко објашњење биолошке разноврсности
Креационисти сматрају да бараминологија објашњава данашњу разноврсност живота, упркос наводном масовном изумирању услед наводног глобалног потопа. Ово захтева да нове врста настају од врста које су биле смештене на Нојеву барку. Креациониста Тод Чарлс Вуд процењује, према фосилним налазима и библијском тексту, да је неколико милиона врста настало у само три до четири века после потопа. Ово представља значајан проблем, јер су заговорници бараминологије управо исти људи који највише одбацују еволуцију, тврдећи да нове врсте не могу да настану током времена. Настанак нових врста би у овом случају захтевао много пута већу брзину настанка нових врста еволуцијом.
Ако би се генетске диференцијације могле одвијати довољно брзо да неколико хиљада бића, колико креационисти држе да је могло да стане на Нојеву барку, могло да произведе само неколико десетина хиљада врста кичмењака, то би онда био једноставан „доказ“ о еволуцији које креационисти често траже - да се једна врста развије у потпуно другу у само неколико генерација.
У великој мери увећана стопа мутација које бараминологија захтева да се то постигне таква диферецијација би изазвало озбиљне проблеме. Мутације потребне за такве брзе генетске промене не би оставити довољно одрживих генома за негативне мутације да се одаберу из генетског базена. Процењује се да постоје четири штетне мутације по зиготу (ембриону). Нормално, ово није проблем, јер скоро све мутације су рецесивне, а природна селекција може да одстрани ове малигне промене. Бараминологија би захтевала да се стопа мутација убрза и до 250.000 пута, и за очекивати би било огроман прилив мутација која би се приближавала цифри и до милион генетских промена по оплодњи. Ово би за последицу имало нагли престанак свог живота на Земљи. Поред тога, генетске мутације су узрок већине врста рака; па би повећање мутација од само неколико стотина пута, далеко мање него бараминологија захтева, имало огромне и фаталне последице по животињски свет.
Бараминолози нису представили никакве доказе да се тако нешто десило у прошлости. Фосили доказују само на релативно спор еволутивни процес. Чак и најбољи доказ за брзе еволутивне промене - као што су Ленскијев експеримент или камбријумска експлозија - не показују да се еволуција дешава довољно брзо да би таква брза генетска диференцијација могла бити могућа.